# Arroyo Ñanduá
El Arroyo Ñanduá es un cauce hídrico situado en los departamentos de Central (Paraguay) y Paraguarí de la República del Paraguay cuyo recorrido es corto (de norte a sur). Su naciente se encuentra en las planicies del Ybytypanemá y su desembocadura en el Arroyo Caañabé por el cual drena sus aguas en el Lago Ypoá. En parte este arroyo sirve cómo límite natural entre ambos departamentos y las jurisdicciones de los distritos de Itá, Colonia Nueva Italia, y Yaguarón (Paraguay).
- Datos: Q5577671